# Aux Trois Mailletz
Aux Trois Mailletz est un restaurant, club de danse et club de jazz parisien installé dans les caves authentiquement médiévales du XIIIe siècle, au 56, rue Galande dans le Quartier latin, et consacré au jazz traditionnel dès le début des années 1950.

## Jazz traditionnel
Si le nom du fondateur du lieu est ignoré, un « caveau-musée des Trois Maillez » [sic] existe à l'angle de la rue Galande avec entrée rue Saint-Julien-le-Pauvre au début des années 1930. C'est ensuite la comédienne Denise Calvet[Qui ?] qui l'a repris en 1948. Dès le début des années 1950, le club a accueilli des grands noms du jazz parmi lesquels Billie Holiday, Bill Coleman, Willie Dixon, Champion Jack Dupree, Mezz Mezzrow, Guy Lafitte, Stéphane Grappelli, Stuff Smith, André Persiani, et bien d'autres. Au début des années 1960, c'est Memphis Slim qui anime les soirées dans la cave.

## Chanson
À la fois piano-bar, puis restaurant, puis cabaret, le club des Trois Mailletz a aussi permis à des chanteurs et des poètes de se produire alors qu'on les refusait ailleurs. Ainsi, Léo Ferré, Catherine Sauvage, Jean-Roger Caussimon, Nina Simone, Enzo Zanvit y ont donné plusieurs spectacles. Plus récemment, Dany Brillant y a fait ses premiers pas de comédien chanteur ainsi que Cathy Sabroux qui passait en première partie lors des concerts de Nina Simone alors interdite aux États-Unis pour avoir défendu les droits civiques des Afro-Américains.

## Variétés franco-américaines
Ce caveau a été repris en 1978 par Jacques Boni, et il a su effectuer la transition du jazz à la variété tout en conservant un haut niveau musical.
Il anime avec beaucoup d'originalité ces soirées où l'on fête des anniversaires, des événements entre amis dans une ambiance festive et chaleureuse.
Il donne à beaucoup de jeunes artistes la chance de pouvoir utiliser son cabaret comme tremplin à de belles carrières.

## Art de rue

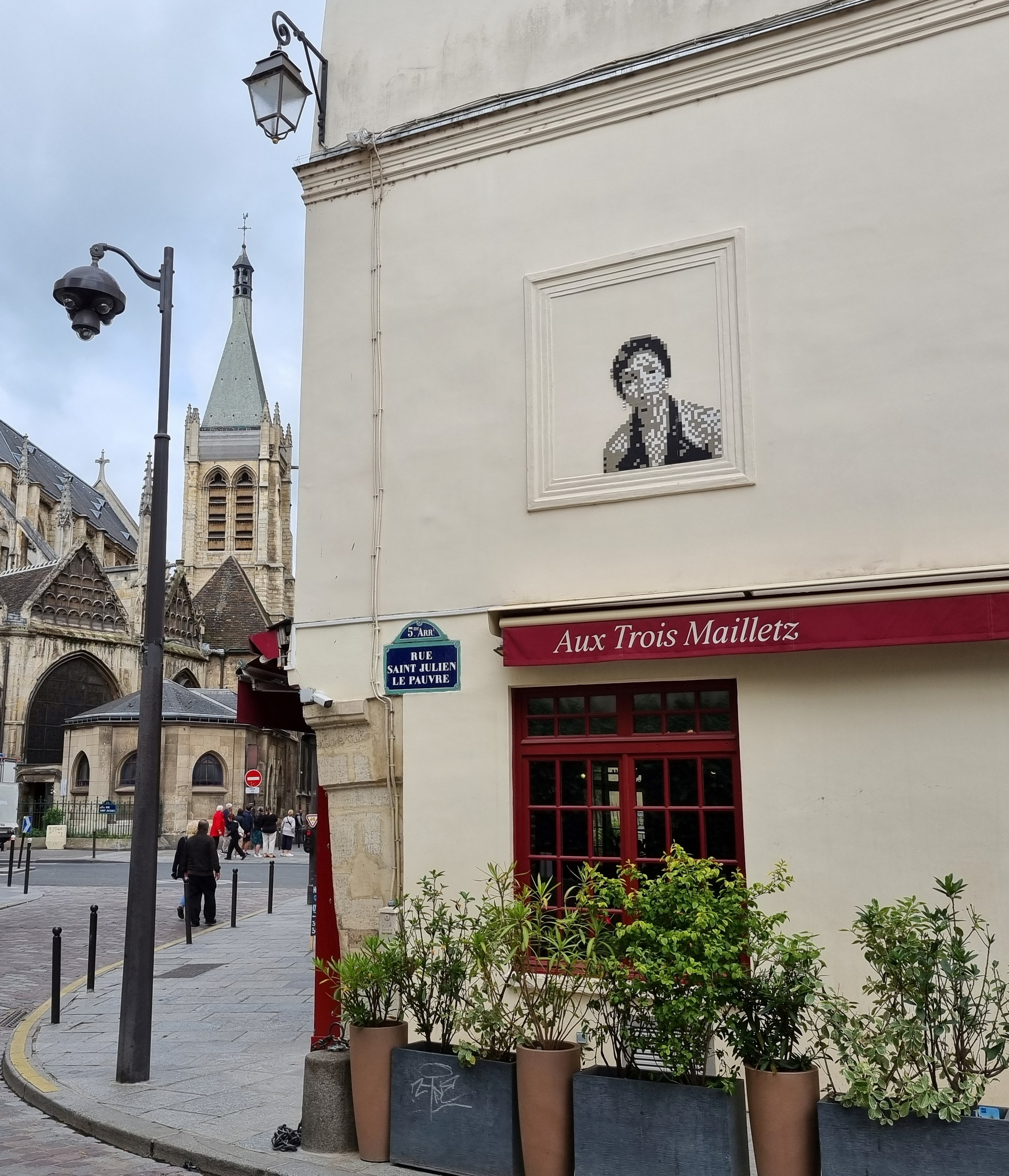
Vue de la mosaïque "It's a new world, it's a new life…" par l'artiste Invader (2020)

Le célèbre artiste de rue Invader installe une mosaïque de Nina Simone lors de sa vague d'invasion parisienne clandestine de 2020. Il intitule sa pièce "It's a new world, it's a new life…" et elle porte la référence PA_1441